# Tetraleurodes kunnathoorensis
Tetraleurodes kunnathoorensis là một loài côn trùng cánh nửa trong họ Aleyrodidae, phân họ Aleyrodinae.
Tetraleurodes kunnathoorensis được Regu & David miêu tả khoa học đầu tiên năm 1993.